# Junta de estanqueidad por impresión elastomérica
Son juntas de estanqueidad compuestas por un cordón de estanqueidad con base elastomérica, que es depositado por impresión serigráfica sobre un soporte plano, en una zona definida técnicamente a priori. La elección de las zonas de estanqueidad y la forma de los contornos son absolutamente libres. El proceso de fabricación desarrollado a este efecto permite realizar el depósito de material elastomérico en tolerancias muy precisas.
Se puede incrementar la presión del cierre en zonas alejadas del apriete aumentando la anchura o altura del cordón.
Descripción de algunos elementos sellantes:
- Sellantes con base epoxi. Asequibles en un rango de dureza amplio, ambos en forma celular y compacta.
La compatibilidad con fluidos es muy buena siendo conveniente para: aceites minerales, querosenos, fuel de aviación, anticongelantes, carbón y gas natural.
La resistencia a la temperatura es de 120 °C como máximo. Estos materiales se consideran sellantes de tipo general, y pueden ir impresos sobre metal, plástico y papel, además de como impresión pura (sin soporte).
- Sellantes basados en poliuretano. Con mayores resistencias y alargamiento que el grupo epoxi, se emplea normalmente para altas presiones.
Se adecua a presiones cíclicas de 340 bares y bajo condiciones de presión estática puede sobrepasarlo. Es compatible con la mayoría de aceites minerales y otros fluidos. 
La temperatura de trabajo puede alcanzar 60 °C y puede ir impreso sobre papel, plástico y metal. Allí donde existen condiciones de desgaste debido al movimiento de las partes a unir, este sellante es particularmente conveniente debido a sus propiedades de alta resistencia a la abrasión.
- Sellantes basados en silicona. Disponibles en forma compacta y celular.
Rango de temperaturas entre -60 °C y 200 °C. Con unos valores modestos de resistencia a la tracción, las siliconas son convenientes en aquellas aplicaciones donde las temperaturas de trabajo son condicionantes.
- Sellantes basados en PVC. Disponible en forma expandida y es utilizado básicamente para el sellado contra el polvo y humedad, allí donde las exigencias de rendimiento son básicamente bajas.
Véase Embega, S. Coop.
- Datos: Q5559594